# دير غروف (إلينوي)
دير غروف (بالإنجليزية: Deer Grove)‏ هي منطقة سكنية تقع في الولايات المتحدة في إلينوي. يقدر عدد سكانها بـ 45 نسمة.